# Џордан Арчер
Џордан Гидеон Арчер (енгл. Jordan Gideon Archer; Лондон, 12. април 1993) је шкотски фудбалски голман, који тренутно игра игра за Милвол и шкотску репрезентацију. Каријеру је започео у Чарлрону из ког је 2009. године прешао у Тотенхем. Прво је тренирао у Тотенхемовој академији да би у јулу 2011. потписао први професионални уговор са Тотенхемом. Након позајмице у Милволу, постао је њихов стандардни играч 2015. године.